# Ilkka Teromaa
Ilkka „Ila” Teromaa (ur. 3 września 1953 w Tampere, zm. 21 czerwca 2017) – fiński żużlowiec, występujący również na długim torze i na trawie.

## Życiorys
Pięciokrotny medalista indywidualnych mistrzostw Finlandii: dwukrotnie złoty (1975, 1976) oraz trzykrotnie srebrny (1973, 1977, 1979). Czterokrotny medalista drużynowych mistrzostw Finlandii: dwukrotnie złoty (1979, 1980) oraz dwukrotnie srebrny (1977, 1978). Pięciokrotny złoty medalista mistrzostw Finlandii par klubowych (1973, 1975, 1976, 1978, 1979). Srebrny medalista indywidualnych mistrzostw Finlandii na długim torze (1979).
Uczestnik finału światowego indywidualnych mistrzostw świata (Londyn 1978 – XI miejsce). Trzykrotny finalista mistrzostw świata par (Manchester 1977 – VI miejsce, Vojens 1979 – VII miejsce, Krško 1980 – VI miejsce). Wielokrotny reprezentant Finlandii w eliminacjach drużynowych mistrzostw świata. Dwukrotny finalista indywidualnych mistrzostw Europy na torze trawiastym (Assen 1979 – XVII miejsce, Bad Waldsee 1980 – VIII miejsce).
W lidze brytyjskiej reprezentował barwy klubów: Leicester Lions (1975–1979) oraz Cradley Heath (1979–1980).
Po zakończeniu czynnej kariery sportowej pracował jako działacz w strukturach Międzynarodowej Federacji Motocyklowej, pełniąc funkcję m.in. przewodniczącego jury w zawodach rangi międzynarodowej.